# 政府新聞處
政府新聞處（英語：Information Services Department，縮寫：ISD）是香港民政及青年事務局轄下的部門，專責處理公共關係。

## 歷史
1951年政府公共關係處成立，成立初期總部設在舊香港郵政總局（現址為環球大廈）。
1954年4月，改為政府新聞統籌處，總部搬到中區政府合署西座。

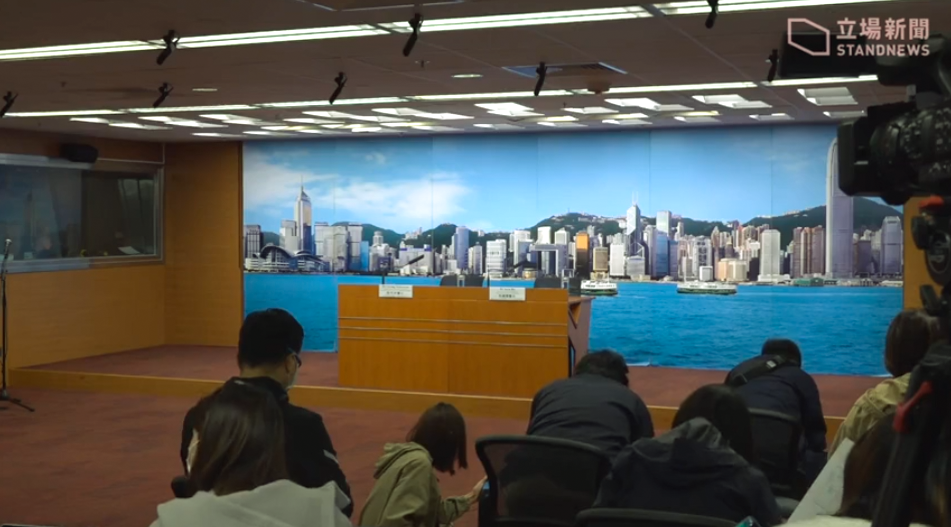
政府新聞處新聞會議室在中環海港政府大樓25樓

1959年6月19日，政府新聞處由告羅士打大廈遷回至中區政府合署西座，英文名稱由Public Relations Office更名為Information Services Department，中文名稱則保持不變。
1963年6月8日，搬遷到中環皇后大道中拱北行（長江集團中心前身），一共渡過了接近35年時光。
隨著1995年12月開始拱北行的清拆，總部又遷移到美利大廈。
1997年初，政府新聞處正式接管資訊統籌署資源，政府新聞處處長亦負責掌管這個合併後的資訊架構。
2012年8月29日，總部再遷至海港政府大樓。

## 職能
政府新聞處作為政府的公共關係顧問，負責政府的出版、政府宣傳片及新聞工作，向市民進行宣傳政府政策，提高市民對政府工作的認識。
政府新聞處除了扮演著政府與香港及外國傳播媒介間溝通的橋樑角色之外，亦負責香港品牌飛龍標誌，及宣傳香港作為「亞洲國際都會」品牌宣傳計劃的統籌及管理工作。

## 旗下網站

### 香港政府新聞網
香港政府新聞網由政府新聞處開設，包含網上新聞、特寫及評論等內容。
網站由政府新聞處的撰稿員及編輯負責製作，用以透過特寫、圖片、短片等多媒體內容及連結其他網頁，提供背景及相關資料。
政府新聞網在發佈新聞資訊的同時，促進政府與工商界、學術界及社會各界人士之間進行交流；編輯小組會及時將香港政府的消息及背景資料在網站上發放，盡快更新有關內容。

### 香港政府新聞公報
香港特區政府新聞公報（或稱新聞公報），是香港政府新聞處所發行的刊物，曾以印刷模式發行，現時則主要經互聯網發佈，該署於1995年12月起設立網頁上載新聞公報內之新聞稿，並於1998年起負責製作、管理、開設網上新聞稿發佈網站，當新聞稿發送到傳媒之後，便會同時上傳至該網頁，供公眾人士查閱。

## 架構
新聞處屬下設有本地公共關係科、宣傳及推廣科、香港以外地區公共關係科及行政科。新聞處設有一位處長，另設有兩名副處長及6位助理處長，並有兩名新聞秘書，分別協助政務司司長及財政司司長處理對傳媒的工作。巧合的是，3名前處長成為了林鄭月娥班子的局長。
本地公共關係科屬下的新聞組，新聞組負責向傳媒及公眾發放政府消息；而大眾傳播研究組則負責向政府各部門反映香港各主要報章、電視及電台等傳媒發表的社論等意見。

## 歷任處長
- John Lawrence Murray（1959年4月－1963年4月）
- 華德（1963年4月－1972年9月）
- 霍德（1972年9月－1976年1月）
- 黎明（1976年1月－1978年6月）
- 史廉明（1978年6月－1979年7月）
- 孫元壯（1980年1月－1983年1月）
- 曹廣榮（1983年2月－1984年12月）
- 張敏儀（1985年1月－1986年1月）
- 陳祖澤（1986年1月－1987年1月）
- 丘李賜恩（1987年1月－1997年3月）
- 陳鎮源（1997年3月－2002年1月）
- 蔡瑩璧（2002年1月－2006年3月）
- 邱騰華（2006年3月－2007年6月）
- 馮程淑儀（2007年7月－2009年8月）
- 黃偉綸（2009年8月－2014年2月）
- 聶德權（2014年2月－2016年7月）
- 黃智祖（2016年7月－2018年2月）
- 朱曼鈴（2018年2月－2019年8月）
- 鄭偉源（2019年8月－2021年12月）
- 吳綺媚（署理，2021年12月－2022年7月）
- 陳偉偉（2022年7月－2024年5月）
- 廖李可期（2024年5月24日－）

## 外部連結
- 香港特別行政區政府 政府新聞處 （页面存档备份，存于）
- 政府新聞網 （页面存档备份，存于）
- 新聞處展覽誌五十周年 （页面存档备份，存于）

| 新頭銜                          | 英屬香港政府公共關係處 | 繼任： · 英屬香港政府新聞統籌處 |
| 前任： · 英屬香港政府公共關係處 | 英屬香港政府新聞統籌處 | 繼任： · 英屬香港政府新聞處     |
| 前任： · 英屬香港政府新聞統籌處 | 英屬香港政府新聞處     | 繼任： · 香港政府新聞處         |
| 前任： · 英屬香港政府新聞處     | 香港政府新聞處         |                                 |